# Philonicus rufipennis
Philonicus rufipennis är en tvåvingeart som beskrevs av James Stewart Hine 1907. Philonicus rufipennis ingår i släktet Philonicus och familjen rovflugor. Inga underarter finns listade i Catalogue of Life.